# Guarinisuchus
Guarinisuchus é um gênero de crocodilo marinho cuja provável origem se localiza na África, há cerca de 60 milhões de anos. Acredita-se que viveu durante o Paleoceno e resistiu à extinção K-T que extinguiu os grandes dinossauros do planeta.
Os fósseis do réptil foram encontrados em uma mina de calcário em Poty, próxima a Recife, por José Antônio Barbosa, da Universidade Federal de Pernambuco (UFPE), Alexander Kellner, do Museu Nacional da Universidade Federal do Rio de Janeiro (UFRJ) e Maria Somália Sales Viana, da Universidade Estadual Vale do Acaraú (UVA) de Sobral-Ce.
A denominação Guarinisuchus tem origem na língua tupi e significa "guerreiro", enquanto que Munizi, vem de Muniz, tutor da Profª Somália Viana.